# Sancho VII van Navarra
Sancho VII van Navarra bijgenaamd de Sterke, de Voorzichtige en de Gepensioneerde (Tudela, 17 april 1170 – 7 april 1234) was van 1194 tot 1234 koning van Navarra. Hij was de laatste koning uit het huis Jiménez.

## Levensloop
Hij was waarschijnlijk de oudste zoon van koning Sancho VI van Navarra en Sancha van Castilië, een dochter van koning Alfons VII van Castilië. Zijn zus Berengaria huwde met koning Richard I van Engeland, een dichte vriend en bondgenoot van Sancho VII.
Na de Derde Kruistocht werd Richard I in 1192 in Duitsland gevangengenomen. Frankrijk probeerde hier voordeel uit te halen door belangrijke forten in de Franse domeinen van Engeland, waaronder dat van Loches, te veroveren. Toen Richard na zijn vrijlating in 1194 terugkeerde naar zijn regeringsgebied, slaagden troepen onder leiding van Sancho VII erin om het fort van Loches te heroveren. Kort nadat Richard in Loches arriveerde, kreeg Sancho VII het nieuws dat zijn vader overleden was. Hierdoor moest hij terugkeren naar Navarra en op 15 augustus 1194 werd hij in Pamplona tot koning gekroond.
Ook had Sancho VII goede relaties met koning Alfons VIII van Castilië. Nadat Sancho in 1195 echter te laat arriveerde in de Slag bij Alarcos tegen de islamitische Almohaden en koning Alfons VIII deels hierdoor de veldslag verloor, verzuurden hun relaties echter. Daarop ontstond er oorlog tussen beiden, die Sancho VII won door de steden Soria en Almazán te veroveren.
Sancho VII deed ook militaire expedities tegen Murcia en Andalusië en van 1198 tot 1200 voerde hij samen met de Almohaden in Afrika een campagne tegen het koninkrijk Castilië. Koning Alfons VIII van Castilië en koning Peter II van Aragón maakten daarop gebruik van zijn afwezigheid om Navarra binnen te vallen. Hierdoor verloor Sancho VII de provincies Álava, Gipuzkoa en Biskaje aan Castilië, wat in 1207 in een verdrag bevestigd werd. In 1212 speelde hij dan weer een beslissende rol in de Slag bij Las Navas de Tolosa, waarbij het christelijke leger onder leiding van Sancho VII, Alfons VIII van Castilië, Peter II van Aragon en Alfons II van Portugal erin slaagde om de islamitische Almohaden te verslaan. 
Met de graafschappen ten noorden van de Pyreneeën had Sancho VII een veel betere verhouding. Zo verklaarden vele graven van de graafschappen in de Pyreneeën zich als vazal van Sancho VII. Ook sloot hij verdragen met koning Jan zonder Land van Engeland en met koningen Peter II en Jacobus I van Aragón. Met Jacobus I tekende hij in 1231 in Tudela een verdrag waarin ze afspraken dat diegene die de andere zou overleven diens koninkrijk zou erven, een afspraak die nooit plaats zou vinden. 
Sancho VII zette tevens de bouw van de kathedraal van Pamplona, die onder zijn vader was begonnen, verder. Toen Sancho VII in 1234 stierf, was de bouw nog steeds niet klaar en het was pas onder zijn opvolger dat de kathedraal afgewerkt werd. Ook liet hij een brug in degotische stijl over de Ebro bouwen.
Op het einde van zijn leven leed hij aan een langdurige en pijnlijke ziekte, wat begon met een ulcus cruris aan zijn rechterbeen. Ook leed hij aan obesitas, waarvoor hij zich hevig schaamde. Hierdoor ging Sancho VII op pensioen als koning van Navarra, waarna zijn zus Blanca terugkwam uit Champagne om de regering van het koninkrijk tot haar dood in 1229 op zich te nemen. In 1234 overleed Sancho VII aan de complicaties van zijn ulcus cruris aan zijn rechterbeen, zonder nakomelingen na te laten. Zijn neef Theobald I, de zoon van zijn zus Blanca, werd daarop de volgende koning van Navarra. Hij werd eerst begraven in de kerk van San Nicolás, waarna zijn lichaam werd overgebracht naar het klooster van Roncesvalles. Het was bij deze overbrenging dat de lichaamslengte van Sancho VII gemeten werd. Deze was twee meter en 23 centimeter, wat uitzonderlijk groot was voor zijn tijd.

## Huwelijken
Sancho huwde tweemaal. Eerst huwde hij in 1195 met Constance, een dochter van graaf Raymond VI van Toulouse. Omdat ze hem geen kinderen kon schenken, verstootte hij haar en in 1200 scheidden ze. De identiteit van zijn tweede vrouw wordt dan weer betwist: volgens sommige bronnen gaat het om Clemence, een dochter van keizer Frederik I Barbarossa van het Heilig Roomse Rijk, wat door andere bronnen verworpen wordt. Volgens de kroniek van Karel van Viana had Sancho VII uit zijn tweede huwelijk een zoon, die nog voor de dood van zijn vader op 15-jarige leeftijd door een ongeluk stierf. Ook zou hij drie buitenechtelijke zonen gehad hebben.

## Voorouders
| Voorouders van Sancho VII van Navarra (1170-1234) | Voorouders van Sancho VII van Navarra (1170-1234)                   | Voorouders van Sancho VII van Navarra (1170-1234)                   | Voorouders van Sancho VII van Navarra (1170-1234)                   | Voorouders van Sancho VII van Navarra (1170-1234)                   | Voorouders van Sancho VII van Navarra (1170-1234)                                  | Voorouders van Sancho VII van Navarra (1170-1234)                                  | Voorouders van Sancho VII van Navarra (1170-1234)                                   | Voorouders van Sancho VII van Navarra (1170-1234)                                   |
| ------------------------------------------------- | ------------------------------------------------------------------- | ------------------------------------------------------------------- | ------------------------------------------------------------------- | ------------------------------------------------------------------- | ---------------------------------------------------------------------------------- | ---------------------------------------------------------------------------------- | ----------------------------------------------------------------------------------- | ----------------------------------------------------------------------------------- |
| Overgrootouders                                   | Ramiro Sánchez (1070-1130) ∞ Cristina Rodríguez (1075-)             | Ramiro Sánchez (1070-1130) ∞ Cristina Rodríguez (1075-)             | Godfried II van Perche (-1100) ∞ Beatrix van Ramerupt (-1129)       | Godfried II van Perche (-1100) ∞ Beatrix van Ramerupt (-1129)       | Raymond van Bourgondië (1059-1107) ∞ Urraca van Castilië en León (1079-1126)       | Raymond van Bourgondië (1059-1107) ∞ Urraca van Castilië en León (1079-1126)       | Raymond Berengarius III van Barcelona (1082-1131) ∞ Dulcia van Provence (1090-1129) | Raymond Berengarius III van Barcelona (1082-1131) ∞ Dulcia van Provence (1090-1129) |
| Grootouders                                       | García IV van Navarra (1112-1150) ∞ Margaretha de l'Aigle (-1141)   | García IV van Navarra (1112-1150) ∞ Margaretha de l'Aigle (-1141)   | García IV van Navarra (1112-1150) ∞ Margaretha de l'Aigle (-1141)   | García IV van Navarra (1112-1150) ∞ Margaretha de l'Aigle (-1141)   | Alfons VII van León en Castilië (1105-1157) ∞ Berengaria van Barcelona (1116-1149) | Alfons VII van León en Castilië (1105-1157) ∞ Berengaria van Barcelona (1116-1149) | Alfons VII van León en Castilië (1105-1157) ∞ Berengaria van Barcelona (1116-1149)  | Alfons VII van León en Castilië (1105-1157) ∞ Berengaria van Barcelona (1116-1149)  |
| Ouders                                            | Sancho VI van Navarra (1132-1194) ∞ Sancha van Castilië (1137-1179) | Sancho VI van Navarra (1132-1194) ∞ Sancha van Castilië (1137-1179) | Sancho VI van Navarra (1132-1194) ∞ Sancha van Castilië (1137-1179) | Sancho VI van Navarra (1132-1194) ∞ Sancha van Castilië (1137-1179) | Sancho VI van Navarra (1132-1194) ∞ Sancha van Castilië (1137-1179)                | Sancho VI van Navarra (1132-1194) ∞ Sancha van Castilië (1137-1179)                | Sancho VI van Navarra (1132-1194) ∞ Sancha van Castilië (1137-1179)                 | Sancho VI van Navarra (1132-1194) ∞ Sancha van Castilië (1137-1179)                 |